# Huajian Gao
Huajian Gao (chinês simplificado: 高华健, pinyin: Gāo Huájiàn; Chengdu, 7 de dezembro de 1963) é um engenheiro mecânico chinês-estadunidense, conhecido por suas contribuições para a mecânica dos sólidos, em especial a micromecânica e nanomecânica de lâminas delgadas e materiais hierarquicamente estruturados.

## Educação e carreira
Huajian Gao obteve o bacharelado em engenharia mecânica na Universidade de Xi'an Jiaotong, China, em 1982, e um mestrado e Ph.D. em engenharia física na Universidade Harvard em 1984 e 1988, respectivamente. Lecionou na Universidade Stanford entre 1988 e 2002, onde foi promovido a professor associado com tenure em 1994 e a full professor em 2000. Ingressou na Sociedade Max Planck em 2001 como diretor do Max Planck Institute for Metals Research em Stuttgart, Alemanha. Em 2006 foi para a Universidade Brown como Walter H. Annenberg Professor of Engineering.
Gao é editor do Journal of the Mechanics and Physics of Solids.

## Prêmios
Gao recebeu a Medalha Theodore von Karman de 2017.